# 真田幸昌
真田幸昌（1601年8月22日—1615年6月4日）是江戶時代前期的武將。他是真田信繁（幸村）的長子，母親為大谷吉繼之女竹林院。通稱大助，在講談等作品中常以真田大助之名登場。

## 生平
幸昌出生於父親信繁被流放到高野山、後隱居在紀伊國九度山的時期。
慶長19年（1614年），與父親一起逃離九度山前往大坂城。次年的大坂夏之陣中，參加了道明寺之戰，斬下敵將的首級，但自己也受了傷。當時有傳言說豐臣秀頼在考慮和議，父親告訴他要阻止這種想法，於是他被命令監視秀頼。雖然幸昌當時打算一直跟隨父親到底，但無法違抗父親的命令，只能無奈地返回大坂城。
在大坂城失守時，由於年紀尚幼且沒有受到豐臣家的特別寵愛，被速水守久等人勸告逃走，但他拒絕了，決定與秀頼同死。有關他死亡的情況有多種說法，一說他大喊「我是真田左衛門佐信繁之子！」，請求加藤彌平太幫助切腹；另一說是他與加藤互相刺殺。還有另一說法，根據《武辺咄聞書》和《老將座談》的說法（考慮到幸昌當時只有13歲），秀頼命令加藤和武田左吉執行他的切腹。無論如何，幸昌的殉死被廣為傳頌。
關於他的享年，有多種說法，從13歲到16歲不等。
墓所位於和歌山縣九度山町的善名稱院等地。法名頤心院殿直入全孝大居士。此外，他與父親信繁一様，在各地都有其實沒自殺而一直活下去的傳說。
現今大阪城淀殿、豐臣秀頼等人自盡的地方，有一尊地藏菩薩，除了淀殿、秀頼和大野治長外，還刻有幸昌的名字。在鹿兒島市谷山，還保存著被認為是幸昌幫助逃脫的秀頼的墓。